# Andorinha-do-rio
Tachycineta albiventer, também conhecido como andorinha-do-rio, é uma espécie do grupo Tachycineta descrita em 1783 por Pieter Boddaert. É encontrada próxima a corpos d'água. É endêmica da América do Sul e Caribe.